# Niệm Nghĩa
Niệm Nghĩa là một phường thuộc quận Lê Chân, thành phố Hải Phòng, Việt Nam.

## Địa lý
Phường Niệm Nghĩa có diện tích 0,54 km², dân số năm 2022 là 17.887 người, mật độ dân số đạt 33.124 người/km².

## Lịch sử
Ngày 15 tháng 1 năm 1981, UBND TP. Hải Phòng ban hành Quyết định số 83/QĐ-UBND về việc thành lập phường Niệm Nghĩa thuộc quận Lê Chân.
Ngày 20 tháng 7 năm 2022, HĐND TP. Hải Phòng ban hành Nghị quyết số 26/NQ-HĐND về việc:
- Thành lập tổ dân phố số 1 trên cơ sở 3 tổ dân phố: số 22, số 23, số 24.
- Thành lập tổ dân phố số 2 trên cơ sở 2 tổ dân phố: số 17, số 21 và một phần của tổ dân phố số 16.
- Thành lập tổ dân phố số 3 trên cơ sở 2 tổ dân phố: số 14, số 15 và một phần của tổ dân phố số 16.
- Thành lập tổ dân phố số 4 trên cơ sở 2 tổ dân phố: số 18, số 19 và một phần của tổ dân phố số 20.
- Thành lập tổ dân phố số 5 trên cơ sở 2 tổ dân phố: số 12, số 13 và một phần của tổ dân phố số 20.
- Sáp nhập tổ dân phố số 7, một phần của tổ dân phố số 3, một phần của tổ dân phố số 5 vào tổ dân phố số 6.
- Thành lập tổ dân phố số 7 trên cơ sở 2 tổ dân phố: số 8, số 9 và một phần của tổ dân phố số 10.
- Thành lập tổ dân phố số 8 trên cơ sở tổ dân phố số 11 và một phần của tổ dân phố số 10.
- Thành lập tổ dân phố số 9 trên cơ sở tổ dân phố số 4, một phần của tổ dân phố số 3, một phần của tổ dân phố số 5.
- Thành lập tổ dân phố số 10 trên cơ sở tổ dân phố số 1 và tổ dân phố số 2.